# テレンス・リー
テレンス・リー（英語表記：Terence Lee、1964年〈昭和39年〉10月30日 - ）は、日本のタレント、元傭兵、軍事評論家、危機管理コーディネーター。本名は加藤 善照（かとう よしてる）。神奈川県横浜市鶴見区出身。芸能プロダクション『オフィステレンスリー』創立者、現在は顧問。

## 略歴
横浜の下町で生まれ育つ。1983年、立教大学文学部史学科への進学と同時に、高校在学時より同級生と計画していたビジネスの手始めに、買い付けで渡英。その際にロンドンで傭兵にスカウトされ、狙撃や諜報活動を任務に中南米、アフリカで参戦したとされている。
1992年 に傭兵を引退後、アメリカでのボディーガードへの転身を経て1993年帰国。日雇い作業員から予備校講師に至るまで様々な職業を経験した。
2000年に危機管理コンサルタントTerence Lee Personal Protection Serviceを設立し、ストーカー被害者の救済などに携わるようになる。2001年から現在の肩書きに繋がる幅広い活動を開始。その後はテレビやラジオへの出演で知名度を上げ、中でもTBSテレビの番組「サンデージャポン」では元傭兵のコメンテーターとして人気を博した。
2009年12月9日未明、東京都内で打ち合わせを終えて自宅に向かう際に、JR相模原駅前の歩道を自転車で走行中、すれ違いざまに接触した一般人の男に因縁をつけられ口論になった末、まったくの無抵抗で一方的に暴行を受けたため、右目の眼窩底骨折で全治1か月と診断される重傷を負った。現場には流血跡が残っていたほどの被害に遭いながらも、常日頃から「一般人とは戦わない」のを信条にしていたという。
2016年7月26日、第24回参議院議員通常選挙で候補者だったトクマを応援する演説をした際、報酬として現金10万円を受け取ったとして、公職選挙法違反（被買収）容疑で警視庁に逮捕され、10月31日、東京地方裁判所の判決公判で懲役10か月執行猶予2年、追徴金10万円の判決を受けた。裁判官からは政策・理念に共感したとは言えない「タレント活動の一環」として行ったとの指摘を受けた。
2023年4月3日より放送のテレビ東京系列『正解の無いクイズ』でおよそ7年半ぶりに地上波復帰。2025年3月よりTikTokライバーとしての活動を開始。自身が設立した芸能プロダクション『オフィステレンスリー』の代表は松田優に任せ、自身は顧問として在籍し続けているとFacebookなどで明かしている。

## 人物
- テレンス・リーという華僑風のペンネームは傭兵時代のコードネームの一つだと称している[12]。
- 元傭兵という肩書については疑問も呈されていたが、公職選挙法違反罪に問われた公判での検察側冒頭陳述内で事実として認定されている[6]。
- 傭兵時代に右目を失明している[6]。身長170センチ[13]。血液型はB型[2]。
- キャッチコピーは「非常に危険です！」[10]。
- オンラインゲーム『ウルティマオンライン』の初心者向けサイトにおけるインタビュー記事では、戦いの中で「オレが生き残れたのは、臆病だったからですよ。勇敢であればあるほど早く死ぬ。」と語っていた[13]。

## 書籍
- 『俺は戦争下請け屋 - MEAT IS MURDER』東邦出版、2005年3月、ISBN 978-4809404375
- 『サンデー・ジャポンCode Nameテレンス・リーの非常に危険です!! ― 現代社会を生き抜くための危機管理マニュアル』学研、2005年4月、ISBN 978-4054027572
- 『テレンス・リーのまず3日生き延びろ! ― 大震災サバイバル読本』双葉社、2005年7月、ISBN 978-4575298284
- 『戦争病 - なぜ戦争はなくならないのか 世界に蔓延する「戦争病」と戦争ビジネス』実業之日本社、2005年10月16日、ISBN 978-4408322902
- 『誰が子どもを狙うのか ― 実際の事件に学ぶ「使える」防犯40か条』東邦出版、2007年6月、ISBN 978-4809406256
- 『平成大震災サバイバルBOOK ― 家族を守る200のテクニック』主婦の友社、2008年12月、ISBN 978-4072637005
  - 改訂版、 主婦の友社、2012年3月9日、ISBN 978-4072834176
- 『真説パワースポット』東京書籍、2010年8月26日、ISBN 978-4487805051　※相武左馬名義
- 『3秒おいて、慌てなさい。― 地震・放射能・犯罪・テロ…あらゆる危機に備える』笠倉出版社、2012年3月、ISBN 978-4773086010

### 共著
- 『宇宙一せまい授業!』東邦出版、2008年5月、ISBN 978-4809406942 。
- 『世界陰謀大全』ベンジャミン・フルフォード(著),テレンス・リー(著),丸山ゴンザレス(著)、日本文芸社、2012年3月26日、ISBN 978-4537259384

### 連載
- 『別冊大衆』(双葉社)
- 『MTVフリーペーパー』(MTV)

## 出演

### テレビ番組
- ホンマでっか!?TV（2009年10月19日 - 、フジテレビ）ホンマでっ会の一員
- 絶対に笑ってはいけない熱血教師24時 未公表シーン（2013年1月、日本テレビ)
- いきなり黄金伝説。 6時間スペシャル（2012年12月、テレビ朝日）
- ビートたけしのTVタックル（2015年7月、テレビ朝日）
- サンデージャポン（TBS）
- やりすぎ都市伝説（2009年、テレビ東京）
- 逃走中～（2011年4月10日、7月5日、フジテレビ）

### テレビドラマ
- 獣医さん、事件ですよ（読売テレビ）居酒屋店主 役
- つるのおんがえし（NTT DOCOMO）猟師 役
- 殺しの女王蜂（2013年10月、テレビ東京）露天商 役

### 映画
- 風雲児 長者番付に挑んだ男（エイ・エム・シー）暴力団幹部 役
- 新まるごし刑事! 鉄拳制裁だ!歌舞伎町!（GPミュージアム）S 役 ※友情出演
- 新まるごし刑事! チャイルドを救出せよ!（GPミュージアム）S 役 ※友情出演

### DVD
- 非常に危険です!!（ポニーキャニオン）
- 団地マニア 〜団地プレイはじめの一歩〜（エイベックスマーケティング）

### CM
- ブレイドストーム（コーエー）
- THE UNIT（20世紀フォックス）

### CMナレーション
- アーマード 武装地帯（ソニーピクチャーズ）

### ラジオ
- 深夜の正午(省吾)（レディオ湘南）不定期出演
- 夕焼け寺ちゃん 活動中（文化放送）不定期出演
- セイタロー＆ケイザブロー おとこラジオ（NACK5）不定期出演
- テレンス・リーと美女の安上がりー!（2015年7月11日 - 2016年1月 土曜22:55 - 23:00、静岡エフエム放送）

### ライブ
- フジロックフェスティバル（2010年）東京パノラママンボボーイズのゲストボーカリスト[10]
- 浅草マンボカーニバル〜外サンバ内マンボ（2013年・2014年）東京パノラママンボボーイズのゲストボーカリスト[10]
- 埼玉ロックフェスティバル（2014年）[10]